# Mariano Severo Balcarce
Mariano Severo Balcarce (Buenos Aires, 8 novembre 1807 - Brunoy, 20 février 1885) est un diplomate et médecin argentin, qui s'est marié avec Mercedes Tomasa de San Martín y Escalada, fille du libérateur de l'Amérique du sud, José de San Martín.

## Biographie
Mariano Severo Balcarce est né en Argentine à Buenos Aires, fils du général Antonio González Balcarce, triomphateur de la bataille de Suipacha, et de Dominga Francisca Buchardo (ou Bouchardo). 

### Époux de sa patiente
Médecin de profession, il effectue un séjour en France en 1832, pour ses fonctions diplomatiques lorsqu'il a eu la tâche privilégiée de s'occuper du général José de San Martín et de sa fille Mercedes Tomasa de San Martin y Escalada, qui étaient malades du choléra. Après les avoir soignés plusieurs mois, Mariano se marie avec Mercedes (le 13 décembre 1832) et de cette relation sont nées les deux uniques petites-filles du Général San Martín: Josefa Dominga Balcarce et María Mercedes Balcarce.

### Carrière de diplomate
Mariano Balcarce a consacré une grande partie de sa carrière au champ de la politique. Secrétaire de l'ambassade argentine à Paris, il remplace ad interim l'ambassadeur M. de Sarratea à la suite du décès de ce dernier en 1849. Avec son épouse Mercedes, il a assisté son beau-père jusqu'à son dernier souffle à Boulogne-sur-Mer.
Quelques années plus tard, il parviendra à être désigné Ambassadeur de l'Argentine en France, remplaçant l'ancien diplomate Juan Bautista Alberdi. Il occupe ce poste en France depuis 1857 ou 1859lorsqu'il se voit confier une mission comme ambassadeur plénipotentiaire auprès du Royaume de l'Espagne pour une de ses plus importantes tâches, la « mission Balcarce ». Pour cette mission, le 18 mai 1863, le président Bartolomé Mitre, l'a désigné envoyé extraordinaire et ministre plénipotentiaire pour négocier avec le représentant de l'Espagne les modifications ou éclaircissements au traité signé à Madrid le 9 juillet 1859 entre l'ancienne Confédération et l'Espagne, afin de l'étendre et rendre le traité obligatoire dans toute la République Argentine.

### Décès et rapatriement
Il vivait dans la petite localité de Brunoy, près de Paris. C'est à l'hôtel de légation argentine, qu'il est mort à 77 ans le 20 février 1885 d'une congestion pulmonaire après une dizaine de jours de maladie. Ses obsèques se sont déroulées en l'église de la Trinité le 23 février 1885 puis il a été enterré à Brunoy où il possédait un caveau familial où reposait déjà son épouse.
Mariano Balcarce était toujours l'ambassadeur en titre au moment de son décès. Il sera remplacé à ce poste par M. José G. Paz, le fondateur du journal La Prensa.
Après avoir été rapatriés en Argentine, le 13 décembre 1951, les restes de Mercedes Tomasa de San Martín, de Mariano Balcarce et de María Mercedes Balcarce ont reçu leur sépulture définitive dans un monument funéraire spécialement bâti dans la Basilique San Francisco, de la ville de Mendoza où est venu au monde la fille du Libertador.